# Stactobiella palmata
Stactobiella palmata är en nattsländeart som först beskrevs av Ross 1938.  Stactobiella palmata ingår i släktet Stactobiella och familjen smånattsländor. Inga underarter finns listade i Catalogue of Life.